# Malma socken, Västmanland
Malma socken i Västmanland ingick i Åkerbo härad, uppgick 1939 i Bro och Malma socken och är sedan 1971 en del av Köpings kommun, från 2016 inom Kolsva distrikt.
Socknens areal är 31,05 kvadratkilometer, varav 30,63 land. År 1939 fanns här 2 061 invånare. En del av tätorten Kolsva, orten Gisslarbo samt sockenkyrkan Malma kyrka ligger i socknen.

## Administrativ historik
Malma socken har medeltida ursprung.
Vid kommunreformen 1862 övergick socknens ansvar för de kyrkliga frågorna till Malma församling och för de borgerliga frågorna till Malma landskommun. Jordebokssocknen uppgick 1939 i Bro och Malma socken.  Landskommunen uppgick 1939 i Bro-Malma landskommun som namnändrades 1950 till Kolsva landskommun som 1971 uppgick i Köpings kommun. Församlingen uppgick 1943 i Bro-Malma församling, namnändrad 1950 till Kolsva församling. Kolsva församling uppgick 2010 i en återbildad Malma församling.
1 januari 2016 inrättades distriktet Kolsva, med samma omfattning som Kolsva församling hade 1999/2000 och fick 1995, och vari detta sockenområde ingår.
Socknen har tillhört fögderier, tingslag och domsagor enligt vad som beskrivs i artikeln Åkerbo härad.  De indelta soldaterna tillhörde Västmanlands regemente, Livregementets grenadjärkår och Livregementets husarkår.

## Geografi
Malma socken ligger nordväst om Köping med Hedströmmen i öster kring Köpingsåsen. Socknen är en odlingsbygd kring Hedströmmen som vidgas i söder.
Socknen gränsar i väster till Bro socken.

## Fornlämningar
Från järnåldern finns gravhögar och stensättningar. Fornborgar finns på Kolsva skog och mellan Myra och Åsbo.

## Namnet
Namnet (1331 Malmum) kommer från kyrkplatsen och innehåller plural av malm, sand, grus; sandig eller grusig mark'. Kyrkan ligger på Köpingsåsen.

## Befolkningsutveckling
| Befolkningsutvecklingen i Malma socken, Västmanland 1750–1940                                           | Befolkningsutvecklingen i Malma socken, Västmanland 1750–1940 | Befolkningsutvecklingen i Malma socken, Västmanland 1750–1940 | Befolkningsutvecklingen i Malma socken, Västmanland 1750–1940 | Befolkningsutvecklingen i Malma socken, Västmanland 1750–1940 |
| --- | ------------------------------------------------------------- | ------------------------------------------------------------- | ------------------------------------------------------------- | ------------------------------------------------------------- |
| |                                                               |                                                               |                                                               |                                                               |
| År |                                                               |                                                               | Folkmängd                                                     |                                                               |
| 1750 | 1750                                                          |                                                               | 531                                                           |                                                               |
| 1760 | 1760                                                          |                                                               | 548                                                           |                                                               |
| 1769 | 1769                                                          |                                                               | 553                                                           |                                                               |
| 1780 | 1780                                                          |                                                               | 586                                                           |                                                               |
| 1790 | 1790                                                          |                                                               | 624                                                           |                                                               |
| 1800 | 1800                                                          |                                                               | 673                                                           |                                                               |
| 1810 | 1810                                                          |                                                               | 643                                                           |                                                               |
| 1820 | 1820                                                          |                                                               | 723                                                           |                                                               |
| 1830 | 1830                                                          |                                                               | 708                                                           |                                                               |
| 1840 | 1840                                                          |                                                               | 707                                                           |                                                               |
| 1850 | 1850                                                          |                                                               | 696                                                           |                                                               |
| 1860 | 1860                                                          |                                                               | 740                                                           |                                                               |
| 1870 | 1870                                                          |                                                               | 1 038                                                         |                                                               |
| 1880 | 1880                                                          |                                                               | 1 279                                                         |                                                               |
| 1890 | 1890                                                          |                                                               | 1 491                                                         |                                                               |
| 1900 | 1900                                                          |                                                               | 2 018                                                         |                                                               |
| 1910 | 1910                                                          |                                                               | 2 311                                                         |                                                               |
| 1920 | 1920                                                          |                                                               | 2 262                                                         |                                                               |
| 1930 | 1930                                                          |                                                               | 2 097                                                         |                                                               |
| 1940 | 1940                                                          |                                                               | 2 204                                                         |                                                               |
| Anm: Källor: Umeå universitet - Tabellverket 1749-1859, Demografiska databasen, CEDAR, Umeå universitet |                                                               |                                                               |                                                               |                                                               |